# Аждаак
Аждаак (арм. Աժդահակ, от авест. Aži Dahāka «змеиный царь») — человек-вишап (человек-дракон) в армянской мифологии.

## В мифологии
Согласно мифам, аждааки-вишапы, живут в высоких горах, в больших озёрах, на небе, в облаках. Поднимаясь на небо или спускаясь вниз, особенно на озёра, производят грохот, сметают все на своём пути. Движение аждааков под землёй вызывает землетрясения. Доживший до тысячи лет вишап может поглотить весь мир.

## В литературе
В древнеармянском эпосе «Випасанк» Аждаак был царём маров (мидийцев), которого побеждает армянский царь Тигран I Ервандид. Аждахак — иранский Ажи-Дахака, буквально «Дракон Дахака».

## См.также
- Аждаак (вулкан)